# Franziskanerkloster Telfs

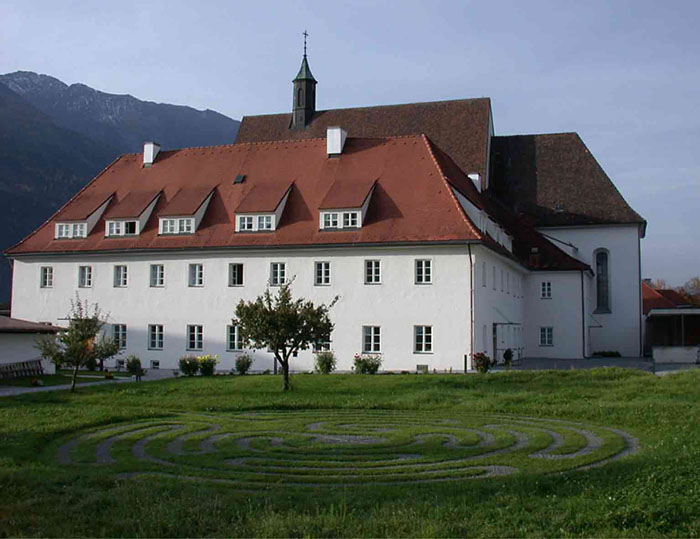
Franziskanerkloster Telfs, im Vordergrund in der Wiese ein Labyrinth (2004)

Das Franziskanerkloster Telfs ist eine Franziskanerkirche mit Kloster der Franziskaner in der Marktgemeinde Telfs im Bezirk Innsbruck-Land in Tirol. Die Kirche und das Kloster stehen unter Denkmalschutz.

## Geschichte
Das Franziskanerkloster wurde zu Beginn des 18. Jahrhunderts auf Betreiben des Pfarrers Franz Oberperger und der adeligen Familien Schölling und Sterzinger gegründet. Im Dezember 1701 die ersten Franziskaner nach Telfs und benutzten anfangs einen Teil des Gerichtsgebäudes als Unterkunft. Von 1703 bis 1706 wurde das Kloster und die Kirche nach den Plänen des Superior Pater Gregor Karneider vom Maurermeister Christian Haim erbaut.
Die Franziskaner widmeten sich im 17. und 18. Jahrhundert der Seelsorge in Telfs und im Tiroler Oberinntal. Sie waren als Prediger, Beichtväter und Sammelpater geschätzt und trugen auch zur Verbreitung der Kreuzwegandachten bei. Unter der kirchlichen Repressionen von Kaiser Joseph II. und die bayerische Herrschaft über Tirol sank die Zahl der Franziskaner in Telfs auf sechs im Jahre 1820. 
Im 19. Jahrhundert erholte sich der Konvent, und man konnte wieder ungehindert der Seelsorgsarbeit nachgehen. Außerdem wurden einige Umbauarbeiten an Kloster und Kirche angegangen. 1824 wurde an der Ostseite der Klostermauer ein Gartenhäuschen errichtet, das Leopold Puelacher mit Gemälden aus dem Leben des heiligen Franziskus ausschmückte. Von 1867 bis 1871 wurde die Klosterkirche schrittweise renoviert und erhielt ihre jetzige Gestalt. Zur 200-Jahr-Feier im Jahre 1904 schuf Josef Pfefferle an der Kirchenfassade ein Mosaik der Unbefleckten Empfängnis.
Ab 1927 war im Kloster das Noviziat der Tiroler Franziskanerprovinz untergebracht, doch musste es 1940 unter der Nationalsozialistischen Herrschaft geschlossen werden. Im Februar 1941 wurde auch der Großteil des Klosters durch die Wehrmacht beschlagnahmt und später Zivilpersonen einquartiert. Nach deren Auszug im Jahre 1960 richteten die Franziskaner im Kloster das Seminar Engelbertinum ein, das bis 1990 sogenannten Spätberufenen den Weg zum Theologiestudium oder Ordenstand ermöglichte. Ebenso war Telfs von 1961 bis 1976 wieder Noviziatskloster, ab 1966 gemeinsam mit der Bayerischen Franziskanerprovinz (Bavaria). In den Jahren 1987 bis 1989 wurde die Kirche renoviert und von 2002 bis 2004 das Kloster generalsaniert.
Heute ist das Franziskanerkloster in Telfs ein Haus der spirituellen Einkehr für Ordensleute und Laien. Ebenso ist dort auch das Postulat der Franziskaner, eine erste Phase des Mitlebens im Kloster und Kennenlernens des Ordenslebens, untergebracht.
Mit September 2011 leben drei Franziskaner im Kloster.

## Franziskanerkirche Mariä Empfängnis
Das Langhaus steht unter einem steilen im Ansatz geschmiegten Satteldach und trägt einen kleinen polygonalen Dachreiter. Der eingezogene Chor mit einem geraden Schluss und die in der Mitte des Langhauses im Westen angebaute Seitenkapelle haben abgewalmte Dächer. Die Rundbogenfenster sind auffallend schmal und hoch. Die Südfassade ist dreiachsig und zweigeschoßige gegliedert und hat ein Rundbogenportal zwischen Okuli und einen erhöhten Okuli zwischen Rundbogenfenster. Im Giebel ist ein Mosaik Maria Immaculata des Mosaikkünstler Josef Pfefferle (1903/1904).
Das Langhaus und hinter einem rundbogigen Triumphbogen der eingezogene Chor, jeweils unter einem Stichkappentonnengewölbe auf schmalen Gesimskonsolen, sind franziskanisch nüchtern gestaltet. In der Mitte des Langhauses links ist eine Seitenkapelle hl. Anna, gestiftet von Johann Schölling, anlässlich des bayerischen Einfalles von 1703. Die Annakapelle ist quadratisch und kreuzgewölbt und wird mit einem Rundbogen eingeleitet. Rechts hat das Langhaus aufgrund des angebauten Kloster kreisrunde Oberlichten. Die kreuzgratunterwölbte Orgelempore im Süden hat eine in der Mitte vorschwingende Brüstung und ist unten in drei Rundbögen auf Nagelfluhsäulen zum Schiff geöffnet. Den Altären entsprechend gibt es schmiedeeiserne Spätrokokogitter mit den Monogrammen der Heiligen Franziskus, Maria und Antonius.

### Ausstattung
Die schlichten Altäre (1867) und der Annenaltar (1871) und die Kanzel (1876) wurden nach den Plänen von Pater Bertrand Schöpf von Johann Lener geschaffen. Das Hochaltarbild Maria Immaculata verehrt von vier Franziskanerheiligen und den vier Erdteilen malte 1710 der Bruder Hilarius Landschnegg aka Hilarius Auffenbacher. Die Seitenaltarbilder der hll. Franziskus und Antonius von Padua sind aus dem Anfang des 18. Jahrhunderts. Der Annenaltar zeigt das Altarblatt Heilige Familie mit im Vordergrund Anna selbdritt des Malers Caspar Waldmann (1706) und trägt die barocken Statuen Florian und Blasius. Die Kanzel trägt am Korb ein Kruzifix aus dem Anfang des 18. Jahrhunderts.
In der Mensa ruht seit 1707 der Leib der hl. Märtyrerin Aurelia. Es gibt eine Kopie des Gnadenbildes Maria Pötsch Wien um 1700, welche der Provinzial Pater Eustach Kracker auf ein Gelöbnis für die gelungene Klostergründung in Telfs anfertigen ließ. Die Pietà schuf 1898 der Bildhauer Andreas Einberger, damals Mitarbeiter in der Werkstatt von Josef Bachlechner dem Älteren. Die großen Stationsbilder sind aus 1733. Es gibt einen Grabstein in der Annakapelle zu Leopold Lorenz Graf Fieger, Gerichtsherr in Hörtenberg, 1716. Ein Marienbild des Malers Leopold Kupelwieser (1865), ein Geschenk der Erzherzogin Sophie, ist in Verwahrung.
Die Orgel baute 1898 Matthäus Mauracher.

## Kloster und Friedhof
Das schlichte Kloster wurde durchwegs erneuert und 1927 im Dach ausgebaut und ist von einem rechteckigen Garten umgeben. Ein östlich angebautes Gartenhäuschen unter einer vierseitigen Haube zeigt Fresken Szenen aus dem Leben des hl. Franziskus des Malers Leopold Puellacher (1824). Westlich der Kirche zwischen Annakapelle und Kloster wurde 1786 ein stimmungsvoller Ordensfriedhof angelegt.

## Kriegerdenkmal
Das Kriegerdenkmal rechts am Vorplatz hat einen Arkadengang, der in eine Kapelle mündet. Die Figurengruppe Gekreuzigter zwischen zwei Soldaten aus Sandstein schuf der Bildhauer Andreas Einberger (1921). Das Kriegerdenkmal wurde mit Architekt Hubert Fragner (1957) erweitert.